# Tronador
Tronador je vulkanický komplex nacházející se na argentinsko-chilské hranici, východně od jezera Všech svatých (Lago Todos los Santos). Komplex je tvořen převážně bazalty a andezity, jeho vrchol je zaledněný. Věk je odhadován na střední pleistocén, jediné náznaky pravděpodobné vulkanické aktivity v holocénu jsou andezitové lávové proudy struskového kužele Cerro Volcanic, nacházejícího se na jihovýchodním okraji komplexu.